# Gran Premio motociclistico d'Italia 2024
Il Gran Premio motociclistico d'Italia 2024 è stata la settima prova del motomondiale del 2024. Le vittorie nelle quattro classi sono andate a: Francesco Bagnaia nella Sprint e nella gara della MotoGP, Joe Roberts in Moto2, David Alonso in Moto3, Mattia Casadei e Kevin Zannoni nelle due gare della MotoE.

## Prove e Qualifiche

### MotoE
Nelle due sessioni di prove libere, il pilota più veloce in pista è Alessandro Zaccone con la Tech3 E-Racing segnando il miglior tempo in 1'55"958.
In qualifica, l'italiano Zaccone si conferma il più veloce andando a conquistare la Pole Position in 1'55"466, la prima della sua carriera nel Motomondiale; ecco i risultati dei primi cinque classificati:
| Pos | Nº | Pilota             | Team               | Tempo    |
| --- | -- | ------------------ | ------------------ | -------- |
| 1   | 61 | Alessandro Zaccone | Tech3 E-Racing     | 1'55.466 |
| 2   | 3  | Lukas Tulovic      | Dynavolt Intact GP | 1'55.778 |
| 3   | 4  | Héctor Garzó       | Dynavolt Intact GP | 1'55.872 |
| 4   | 51 | Eric Granado       | LCR E-Team         | 1'55.915 |
| 5   | 40 | Mattia Casadei     | LCR E-Team         | 1'55.941 |

### Moto3
Nella sessione di prove libere, David Alonso è il più veloce in pista in 1'55"818. Il colombiano si conferma poi anche il più veloce nelle due sessioni di Pre-qualifiche con il miglior tempo fatto in 1'53"926.
In qualifica, per la quarta volta nelle ultime cinque gare la Pole Position va a David Alonso in 1'46"749; ecco i risultati dei primi cinque classificati:
| Pos | Nº | Pilota             | Team                           | Tempo    |
| --- | -- | ------------------ | ------------------------------ | -------- |
| 1   | 80 | David Alonso       | CFMoto Valresa Aspar Team      | 1'54.194 |
| 2   | 48 | Iván Ortolá        | MT Helmets - MSi               | 1'54.441 |
| 3   | 99 | José Antonio Rueda | Red Bull KTM Ajo               | 1'54.797 |
| 4   | 95 | Collin Veijer      | Liqui Moly Husqvarna Intact GP | 1'54.906 |
| 5   | 96 | Daniel Holgado     | Red Bull GASGAS Tech3          | 1'55.112 |

### Moto2
In Moto2 la sessione di prove libere vede Fermín Aldeguer come pilota più veloce in pista in 1'51"311. Nelle due sessioni di Pre-qualifiche, chiude in testa Alonso López segnando un 1'49"926.
In qualifica, Joe Roberts conquista la sua prima Pole stagionale in 1'49.877; ecco i risultati dei primi cinque classificati:
| Pos | Nº | Pilota          | Team                           | Tempo    |
| --- | -- | --------------- | ------------------------------ | -------- |
| 1   | 16 | Joe Roberts     | OnlyFans American Racing Team  | 1'49.877 |
| 2   | 3  | Sergio García   | MT Helmets - MSi               | 1'49.955 |
| 3   | 21 | Alonso López    | MB Conveyors SpeedUp           | 1'50.132 |
| 4   | 18 | Manuel González | QJMotor Gresini Moto2          | 1'50.248 |
| 5   | 15 | Darryn Binder   | Liqui Moly Husqvarna Intact GP | 1'50.346 |

### MotoGP
In questo weekend di gara sono presenti due wildcard per i collaudatori Lorenzo Savadori su Aprilia (seconda wildcard in stagione) e Pol Espargaro su KTM (alla prima wildcard stagionale).
Nella prima sessione di prove libere il miglior tempo è fatto segnare da Maverick Viñales in 1'46"140. Nella sessione di Pre-Qualifica, Francesco Bagnaia è il pilota più veloce in pista e l'unico a scendere sotto il muro 1'45 mettendo a segno in 1'44"938. Bagnaia si conferma il più veloce anche nella seconda sessione di prove libere in 1'45"608.
Nel Q1 riescono passano il turno Franco Morbidelli e Raúl Fernández. Nella Q2, Jorge Martín si prende la sua terza Pole stagionale davanti a Bagnaia, che viene però penalizzato di tre posizioni in griglia nella gara di domenica per Impeding, mentre Maverick Viñales chiude terzo. Di seguito i risultati delle qualifiche:
| Pos. | Nº | Pilota                | Team                         | Tempo     | Tempo    |
| Pos. | Nº | Pilota                | Team                         | Q1        | Q2       |
| ---- | -- | --------------------- | ---------------------------- | --------- | -------- |
| 1    | 89 | Jorge Martín          | Prima Pramac Racing          | Già in Q2 | 1'44.504 |
| 2    | 1  | Francesco Bagnaia     | Ducati Lenovo Team           | Già in Q2 | 1'44.547 |
| 3    | 12 | Maverick Viñales      | Aprilia Racing               | Già in Q2 | 1'44.687 |
| 4    | 93 | Marc Márquez          | Gresini Racing               | Già in Q2 | 1'44.784 |
| 5    | 23 | Enea Bastianini       | Ducati Lenovo Team           | Già in Q2 | 1'44.880 |
| 6    | 21 | Franco Morbidelli     | Prima Pramac Racing          | 1'44.726  | 1'44.896 |
| 7    | 31 | Pedro Acosta          | Red Bull GASGAS Tech3        | Già in Q2 | 1'45.028 |
| 8    | 73 | Álex Márquez          | Gresini Racing               | Già in Q2 | 1'45.208 |
| 9    | 41 | Aleix Espargaró       | Aprilia Racing               | Già in Q2 | 1'45.236 |
| 10   | 42 | Álex Rins             | Monster Energy Yamaha        | Già in Q2 | 1'45.296 |
| 11   | 88 | Miguel Oliveira       | Trackhouse Racing            | Già in Q2 | 1'45.377 |
| 12   | 25 | Raúl Fernández        | Trackhouse Racing            | 1'44.868  | 1'45.458 |
| 13   | 33 | Brad Binder           | Red Bull KTM Factory Racing  | 1'44.994  |          |
| 14   | 49 | Fabio Di Giannantonio | Pertamina Enduro VR46 Racing | 1'45.007  |          |
| 15   | 20 | Fabio Quartararo      | Monster Energy Yamaha        | 1'45.076  |          |
| 16   | 72 | Marco Bezzecchi       | Pertamina Enduro VR46 Racing | 1'45.218  |          |
| 17   | 36 | Joan Mir              | Repsol Honda                 | 1'45.728  |          |
| 18   | 5  | Johann Zarco          | Castrol Honda LCR            | 1'45.813  |          |
| 19   | 43 | Jack Miller           | Red Bull KTM Factory Racing  | 1'45.824  |          |
| 20   | 37 | Augusto Fernández     | Red Bull GASGAS Tech3        | 1'45.893  |          |
| 21   | 44 | Pol Espargaró         | Red Bull KTM Factory Racing  | 1'45.943  |          |
| 22   | 32 | Lorenzo Savadori      | Aprilia Racing               | 1'46.200  |          |
| 23   | 30 | Takaaki Nakagami      | Idemitsu Honda LCR           | 1'46.265  |          |
| 24   | 10 | Luca Marini           | Repsol Honda                 | 1'46.698  |          |

## Gare

### MotoGP

#### Sprint
Francesco Bagnaia prende subito il comando della gara alla prima curva e non lo lascia più andando a vincere la Sprint ed interrompendo il dominio spagnolo al sabato. Dietro di lui chiude secondo Marc Márquez e Pedro Acosta finisce terzo. Quarta posizione per Franco Morbidelli davanti a Maverick Viñales, poi il quartetto composto da Brad Binder, Fabio Di Giannantonio, Álex Márquez ed Aleix Espargaró, che chiude la zona punti. Di seguito i risultati della gara Sprint:

##### Arrivati al traguardo
| Pos. | Nº | Pilota                | Squadra                      | Motocicletta       | Giri | Tempo     | Griglia | Punti |
| ---- | -- | --------------------- | ---------------------------- | ------------------ | ---- | --------- | ------- | ----- |
| 1º   | 1  | Francesco Bagnaia     | Ducati Lenovo Team           | Ducati Desmosedici | 11   | 19'30"521 | 2º      | 12    |
| 2º   | 93 | Marc Márquez          | Gresini Racing               | Ducati Desmosedici | 11   | +1.469    | 4º      | 9     |
| 3º   | 31 | Pedro Acosta          | Red Bull GASGAS Tech3        | KTM RC16           | 11   | +4.147    | 7º      | 7     |
| 4º   | 21 | Franco Morbidelli     | Prima Pramac Racing          | Ducati Desmosedici | 11   | +5.421    | 6º      | 6     |
| 5º   | 12 | Maverick Viñales      | Aprilia Racing               | Aprilia RS-GP      | 11   | +7.693    | 3º      | 5     |
| 6º   | 33 | Brad Binder           | Red Bull KTM Factory Racing  | KTM RC16           | 11   | +8.271    | 13º     | 4     |
| 7º   | 49 | Fabio Di Giannantonio | Pertamina Enduro VR46 Racing | Ducati Desmosedici | 11   | +8.571    | 14º     | 3     |
| 8º   | 73 | Álex Márquez          | Gresini Racing               | Ducati Desmosedici | 11   | +8.846    | 8º      | 2     |
| 9º   | 41 | Aleix Espargaró       | Aprilia Racing               | Aprilia RS-GP      | 11   | +8.894    | 9º      | 1     |
| 10º  | 25 | Raúl Fernández        | Trackhouse Racing            | Aprilia RS-GP      | 11   | +10.085   | 12º     |       |
| 11º  | 72 | Marco Bezzecchi       | Pertamina Enduro VR46 Racing | Ducati Desmosedici | 11   | +10.199   | 16º     |       |
| 12º  | 43 | Jack Miller           | Red Bull KTM Factory Racing  | KTM RC16           | 11   | +13.988   | 19º     |       |
| 13º  | 42 | Álex Rins             | Monster Energy Yamaha        | Yamaha YZR-M1      | 11   | +14.137   | 10º     |       |
| 14º  | 44 | Pol Espargaró         | Red Bull KTM Factory Racing  | Ducati Desmosedici | 11   | +18.259   | 21º     |       |
| 15º  | 5  | Johann Zarco          | Castrol Honda LCR            | Honda RC213V       | 11   | +18.309   | 18º     |       |
| 16º  | 30 | Takaaki Nakagami      | LCR Honda Idemitsu           | Honda RC213V       | 11   | +18.374   | 23º     |       |
| 17°  | 37 | Augusto Fernández     | Red Bull GASGAS Tech3        | KTM RC16           | 11   | +23.060   | 20°     |       |
| 18°  | 32 | Lorenzo Savadori      | Aprilia Racing               | Aprilia RS-GP      | 11   | +24.596   | 22°     |       |
| 19°  | 10 | Luca Marini           | Repsol Honda                 | Honda RC213V       | 11   | +25.587   | 24°     |       |

##### Ritirati
| Nº | Pilota           | Squadra               | Motocicletta       | Giri | Griglia |
| -- | ---------------- | --------------------- | ------------------ | ---- | ------- |
| 89 | Jorge Martín     | Prima Pramac Racing   | Ducati Desmosedici | 7    | 1º      |
| 36 | Joan Mir         | Repsol Honda          | Honda RC213V       | 4    | 17º     |
| 23 | Enea Bastianini  | Ducati Lenovo Team    | Ducati Desmosedici | 2    | 5º      |
| 20 | Fabio Quartararo | Monster Energy Yamaha | Yamaha YZR-M1      | 1    | 15º     |
| 88 | Miguel Oliveira  | Trackhouse Racing     | Aprilia RS-GP      | 1    | 11º     |

#### Gara
Seconda vittoria consecutiva per Francesco Bagnaia che nonostante la penalità ci mette solo una curva per portarsi in testa e vincere con la sua Ducati colorata di azzurro. Enea Bastianini completa la doppietta sorpassando all'ultima curva Jorge Martín che si deve accontentare del terzo posto. Giù dal podio Marc Márquez, davanti a Pedro Acosta. Sesta posizione per Franco Morbidelli al miglior risultato stagionale in gara, seguito da Fabio Di Giannantonio e Maverick Viñales. Nona posizione per Álex Márquez, poi Brad Binder, Aleix Espargaró, Raúl Fernández seguito da Marco Bezzecchi. Chiudono la zona punti Miguel Oliveira davanti ad Álex Rins, quindicesimo. Di seguito i risultati della gara:

##### Arrivati al traguardo
| Pos. | Nº | Pilota                | Squadra                      | Motocicletta       | Giri | Tempo     | Griglia | Punti |
| ---- | -- | --------------------- | ---------------------------- | ------------------ | ---- | --------- | ------- | ----- |
| 1º   | 1  | Francesco Bagnaia     | Ducati Lenovo                | Ducati Desmosedici | 23   | 40'51"385 | 5º      | 25    |
| 2º   | 23 | Enea Bastianini       | Ducati Lenovo                | Ducati Desmosedici | 23   | +0.799    | 4º      | 20    |
| 3º   | 89 | Jorge Martín          | Prima Pramac Racing          | Ducati Desmosedici | 23   | +0.924    | 1º      | 16    |
| 4º   | 93 | Marc Márquez          | Gresini Racing               | Ducati Desmosedici | 23   | +2.064    | 3º      | 13    |
| 5º   | 31 | Pedro Acosta          | Red Bull GASGAS Tech3        | KTM RC16           | 23   | +7.501    | 7º      | 11    |
| 6º   | 21 | Franco Morbidelli     | Prima Pramac Racing          | Ducati Desmosedici | 23   | +9.890    | 6º      | 10    |
| 7º   | 49 | Fabio Di Giannantonio | Pertamina Enduro VR46 Racing | Ducati Desmosedici | 23   | +10.076   | 14º     | 9     |
| 8º   | 12 | Maverick Viñales      | Aprilia Racing               | Aprilia RS-GP      | 23   | +11.683   | 2º      | 8     |
| 9º   | 73 | Álex Márquez          | Gresini Racing               | Ducati Desmosedici | 23   | +13.535   | 8º      | 7     |
| 10º  | 33 | Brad Binder           | Red Bull KTM Factory Racing  | KTM RC16           | 23   | +15.901   | 13º     | 6     |
| 11º  | 41 | Aleix Espargaró       | Aprilia Racing               | Aprilia RS-GP      | 23   | +19.182   | 9º      | 5     |
| 12º  | 25 | Raúl Fernández        | Trackhouse Racing            | Aprilia RS-GP      | 23   | +20.307   | 12º     | 4     |
| 13º  | 72 | Marco Bezzecchi       | Pertamina Enduro VR46 Racing | Ducati Desmosedici | 23   | +20.346   | 16º     | 3     |
| 14º  | 88 | Miguel Oliveira       | Trackhouse Racing            | Aprilia RS-GP      | 23   | +23.292   | 11º     | 2     |
| 15º  | 42 | Álex Rins             | Monster Energy Yamaha        | Yamaha YZR-M1      | 23   | +23.613   | 10º     | 1     |
| 16º  | 43 | Jack Miller           | Red Bull KTM Factory Racing  | KTM RC16           | 23   | +28.417   | 19º     |       |
| 17º  | 44 | Pol Espargaró         | Red Bull KTM Factory Racing  | Ducati Desmosedici | 23   | +28.778   | 21º     |       |
| 18º  | 20 | Fabio Quartararo      | Monster Energy Yamaha        | Yamaha YZR-M1      | 23   | +30.622   | 15º     |       |
| 19º  | 5  | Johann Zarco          | Castrol Honda LCR            | Honda RC213V       | 23   | +31.457   | 18º     |       |
| 20º  | 10 | Luca Marini           | Repsol Honda                 | Honda RC213V       | 23   | +32.310   | 24º     |       |
| 21º  | 32 | Lorenzo Savadori      | Aprilia Racing               | Aprilia RS-GP      | 23   | +46.724   | 22º     |       |

##### Ritirati
| Nº | Pilota            | Squadra               | Motocicletta | Giri | Griglia |
| -- | ----------------- | --------------------- | ------------ | ---- | ------- |
| 30 | Takaaki Nakagami  | Idemitsu Honda LCR    | Honda RC213V | 9    | 23º     |
| 36 | Joan Mir          | Repsol Honda          | Honda RC213V | 6    | 17º     |
| 37 | Augusto Fernández | Red Bull GASGAS Tech3 | KTM RC16     | 4    | 20º     |

### Moto2
La distanza di gara viene ridotta da 19 a 12 giri a causa dell'incidente avvenuto in Moto3 che ha posticipato la fine della gara della serie cadetta, e l'inizio della gara di Moto2 alle 12:30.
Dopo più di due anni, Joe Roberts torna alla vittoria, la sua seconda nel Motomondiale, davanti a Manuel González e ad Alonso López. Quarta posizione per Sergio García che vede il suo vantaggio sullo statunitense ridursi a soli quattro punti. Quinto il suo compagno Ai Ogura, seguito da Arón Canet e Celestino Vietti, unico italiano a punti. Ottavo Izan Guevara con alle spalle Somkiat Chantra. Chiude decimo Marcos Ramírez davanti a Diogo Moreira, al miglior risultato stagionale, Jake Dixon nuovamente a punti dodicesimo, tredicesimo Deniz Öncü anche lui al suo miglior risultato. Chiudono la zona punti Zonta van den Goorbergh e Mario Aji, nuovamente a punti. Di seguito i risultati della gara:

#### Arrivati al traguardo
| Pos | Nº | Pilota                  | Squadra                         | Motocicletta | Giri | Tempo     | Griglia | Punti |
| --- | -- | ----------------------- | ------------------------------- | ------------ | ---- | --------- | ------- | ----- |
| 1°  | 16 | Joe Roberts             | OnlyFans American Racing Team   | Kalex        | 12   | 22'24"411 | 1º      | 25    |
| 2°  | 18 | Manuel González         | QJMotor Gresini Moto2           | Kalex        | 12   | +0.067    | 4º      | 20    |
| 3°  | 21 | Alonso López            | MB Conveyors Speed Up           | Boscoscuro   | 12   | +0.934    | 3º      | 16    |
| 4°  | 3  | Sergio García           | MT Helmets - MSi                | Boscoscuro   | 12   | +1.192    | 2º      | 13    |
| 5°  | 79 | Ai Ogura                | MT Helmets - MSi                | Boscoscuro   | 12   | +1.253    | 12º     | 11    |
| 6°  | 44 | Arón Canet              | Fantic Racing                   | Kalex        | 12   | +1.859    | 9º      | 10    |
| 7°  | 13 | Celestino Vietti        | Red Bull KTM Ajo                | Kalex        | 12   | +2.618    | 10º     | 9     |
| 8°  | 28 | Izan Guevara            | CFMoto Inde Aspar Team          | Kalex        | 12   | +3.349    | 13º     | 8     |
| 9°  | 35 | Somkiat Chantra         | Idemitsu Honda Team Asia        | Kalex        | 12   | +3.450    | 8º      | 7     |
| 10° | 24 | Marcos Ramírez          | OnlyFans American Racing Team   | Kalex        | 12   | +5.877    | 6º      | 6     |
| 11° | 10 | Diogo Moreira           | Italtrans Racing Team           | Kalex        | 12   | +6.516    | 23º     | 5     |
| 12° | 96 | Jake Dixon              | CFMoto Inde Aspar Team          | Kalex        | 12   | +10.969   | 15º     | 4     |
| 13° | 53 | Deniz Öncü              | Red Bull KTM Ajo                | Kalex        | 12   | +11.782   | 14º     | 3     |
| 14° | 84 | Zonta van den Goorbergh | RW-Idrofoglia Racing GP         | Kalex        | 12   | +11.930   | 17º     | 2     |
| 15° | 34 | Mario Aji               | Idemitsu Honda Team Asia        | Kalex        | 12   | +13.036   | 22º     | 1     |
| 16° | 14 | Tony Arbolino           | Elf Marc VDS Racing Team        | Kalex        | 12   | +13.381   | 16º     |       |
| 17° | 81 | Senna Agius             | Liqui Moly Husqvarna Intact GP  | Kalex        | 12   | +15.564   | 27º     |       |
| 18° | 7  | Barry Baltus            | RW-Idrofoglia Racing GP         | Kalex        | 12   | +15.618   | 20º     |       |
| 19° | 75 | Albert Arenas           | QJMotor Gresini Moto2           | Kalex        | 12   | +15.760   | 24º     |       |
| 20° | 71 | Dennis Foggia           | Italtrans Racing Team           | Kalex        | 12   | +17.512   | 25º     |       |
| 21° | 5  | Jaume Masiá             | Pertamina Mandalika GAS UP Team | Kalex        | 12   | +17.576   | 28º     |       |
| 22° | 17 | Daniel Muñoz            | Pertamina Mandalika GAS UP Team | Kalex        | 12   | +17.779   | 21º     |       |
| 23° | 20 | Xavier Cardelús         | Fantic Racing                   | Kalex        | 12   | +28.024   | 29º     |       |
| 24° | 11 | Álex Escrig             | Klint Forward Factory Team      | Forward      | 12   | +34.678   | 30º     |       |
| 25° | 43 | Xavier Artigas          | Klint Forward Factory Team      | Forward      | 12   | +35.265   | 31º     |       |
| 26° | 19 | Mattia Pasini           | Team Ciatti Boscoscuro          | Boscoscuro   | 12   | +78.428   | 7º      |       |

#### Ritirati
| Nº | Pilota          | Squadra                        | Motocicletta | Giri | Griglia |
| -- | --------------- | ------------------------------ | ------------ | ---- | ------- |
| 22 | Ayumu Sasaki    | Yamaha VR46 Master Camp Team   | Kalex        | 10   | 26º     |
| 12 | Filip Salač     | Elf Marc VDS Racing Team       | Kalex        | 7    | 19º     |
| 15 | Darryn Binder   | Liqui Moly Husqvarna Intact GP | Kalex        | 5    | 5º      |
| 52 | Jeremy Alcoba   | Yamaha VR46 Master Camp Team   | Kalex        | 3    | 11º     |
| 54 | Fermín Aldeguer | MB Conveyors Speed Up          | Boscoscuro   | 3    | 18º     |

### Moto3
La gara viene interrotta dopo tre giri a causa dell'incidente avvenuto tra Filippo Farioli (SIC58 Squadra Corse) e Xabi Zurutuza (Red Bull KTM Ajo), che ha visto quest'ultimo rimanere a terra per diversi minuti prima di essere trasportato al centro medico, riportando la frattura della scapola e dell'omero destro. La gara è poi ripresa con una durata di 11 giri con le posizioni di partenza aggiornate al 3º giro di gara.
Treza vittoria consecutiva per David Alonso che domina davanti ad Collin Veijer e Ryusei Yamanaka, al primo podio in carriera. Quarta posizione per Taiyo Furusato davanti a David Muñoz ed Iván Ortolá, caduto nel corso dell'ultimo giro. Migliore degli italiani è Luca Lunetta, settimo, seguito poi da Adrián Fernández, Jacob Roulstone e Matteo Bertelle. Undicesimo Ángel Piqueras davanti a Joel Kelso, poi Riccardo Rossi, Daniel Holgado che ha dovuto scontare un doppio long lap penalty e José Antonio Rueda, che chiude la zona punti dopo essere caduto alla ripartenza. Di seguito i risultati della gara:

#### Arrivati al traguardo
| Pos | Nº | Pilota               | Squadra                        | Motocicletta  | Giri | Tempo     | Griglia | Punti |
| --- | -- | -------------------- | ------------------------------ | ------------- | ---- | --------- | ------- | ----- |
| 1°  | 80 | David Alonso         | CFMoto Valresa Aspar Team      | CFMoto        | 11   | 21'17"796 | 1º      | 25    |
| 2°  | 95 | Collin Veijer        | Liqui Moly Husqvarna Intact GP | Husqvarna     | 11   | +0.142    | 3º      | 20    |
| 3°  | 6  | Ryusei Yamanaka      | MT Helmets - MSi               | KTM RC 250 GP | 11   | +1.253    | 14º     | 16    |
| 4°  | 72 | Taiyo Furusato       | Honda Team Asia                | Honda NSF250R | 11   | +1.700    | 4º      | 13    |
| 5°  | 64 | David Muñoz          | BOE Motorsports                | KTM RC 250 GP | 11   | +5.399    | 7º      | 11    |
| 6°  | 48 | Iván Ortolá          | MT Helmets - MSi               | KTM RC 250 GP | 11   | +12.566   | 2º      | 10    |
| 7°  | 58 | Luca Lunetta         | SIC58 Squadra Corse            | Honda NSF250R | 11   | +13.839   | 15º     | 9     |
| 8°  | 31 | Adrián Fernández     | Leopard Racing                 | Honda NSF250R | 11   | +13.971   | 12º     | 8     |
| 9°  | 12 | Jacob Roulstone      | Red Bull GASGAS Tech3          | KTM RC 250 GP | 11   | +14.099   | 6º      | 7     |
| 10° | 18 | Matteo Bertelle      | Kopron Rivacold Snipers Team   | Honda NSF250R | 11   | +14.106   | 17º     | 6     |
| 11° | 36 | Ángel Piqueras       | Leopard Racing                 | Honda NSF250R | 11   | +14.299   | 16º     | 5     |
| 12° | 66 | Joel Kelso           | BOE Motorsports                | KTM RC 250 GP | 11   | +14.335   | 10º     | 4     |
| 13° | 54 | Riccardo Rossi       | CIP Green Power                | KTM RC 250 GP | 11   | +16.899   | 11º     | 3     |
| 14° | 96 | Daniel Holgado       | Red Bull GASGAS Tech3          | KTM RC 250 GP | 11   | +22.031   | 8º      | 2     |
| 15° | 99 | José Antonio Rueda   | Red Bull KTM Ajo               | KTM RC 250 GP | 11   | +22.091   | 5º      | 1     |
| 16° | 10 | Nicola Fabio Carraro | LevelUp - MTA                  | KTM RC 250 GP | 11   | +22.122   | 18º     |       |
| 17° | 19 | Scott Ogden          | MLav Racing                    | Honda NSF250R | 11   | +22.205   | 19º     |       |
| 18° | 78 | Joel Esteban         | CFMoto Valresa Aspar Team      | CFMoto        | 11   | +22.259   | 20º     |       |
| 19° | 7  | Filippo Farioli      | SIC58 Squadra Corse            | Honda NSF250R | 11   | +25.656   | 25º     |       |
| 20° | 55 | Noah Dettwiler       | CIP Green Power                | KTM RC 250 GP | 11   | +25.857   | 22º     |       |
| 21° | 22 | David Almansa        | Kopron Rivacold Snipers Team   | Honda NSF250R | 11   | +33.633   | 21º     |       |
| 22° | 5  | Tatchakorn Buasri    | Honda Team Asia                | Honda NSF250R | 11   | +37.688   | 24º     |       |
| 23° | 70 | Joshua Whatley       | MLav Racing                    | Honda NSF250R | 11   | +53.010   | 23º     |       |

#### Ritirati
| Nº | Pilota         | Squadra                        | Motocicletta  | Giri | Griglia |
| -- | -------------- | ------------------------------ | ------------- | ---- | ------- |
| 82 | Stefano Nepa   | LevelUp - MTA                  | KTM RC 250 GP | 12   | 17º     |
| 24 | Tatsuki Suzuki | Liqui Moly Husqvarna Intact GP | Husqvarna     | 5    | 4º      |

#### Non partiti
| Nº | Pilota        | Squadra          | Motocicletta  |
| -- | ------------- | ---------------- | ------------- |
| 85 | Xabi Zurutuza | Red Bull KTM Ajo | KTM RC 250 GP |

### MotoE
A causa dell'incidente avvenuto durante Gara 1 che ha coinvolto Lukas Tulovic, il quale ha subito contusioni a collo e polmoni, oltre a pneumotorace bilaterale ed una commozione cerebrale. Gara 1 è stata poi annullata e posticipata alle 18:40 con Gara 2 che si è svolto prima, alle 16:10.

#### Gara 2

##### Arrivati al traguardo
| Pos. | Nº | Pilota             | Squadra                       | Giri | Tempo     | Griglia | Punti |
| ---- | -- | ------------------ | ----------------------------- | ---- | --------- | ------- | ----- |
| 1º   | 21 | Kevin Zannoni      | OpenBank Aspar Team           | 7    | 13'37"434 | 6º      | 25    |
| 2º   | 40 | Mattia Casadei     | LCR E-Team                    | 7    | +0.219    | 5º      | 20    |
| 3º   | 51 | Eric Granado       | LCR E-Team                    | 7    | +2.851    | 4º      | 16    |
| 4º   | 55 | Massimo Roccoli    | Ongetta SIC58 Squadra Corse   | 7    | +2.862    | 12º     | 13    |
| 5º   | 9  | Andrea Mantovani   | Klint Forward Factory Team    | 7    | +3.063    | 10º     | 11    |
| 6º   | 61 | Alessandro Zaccone | Tech3 E-Racing                | 7    | +3.168    | 1º      | 10    |
| 7º   | 11 | Matteo Ferrari     | Felo Gresini MotoE            | 7    | +3.818    | 8º      | 9     |
| 8º   | 4  | Héctor Garzó       | Dynavolt Intact GP            | 7    | +3.837    | 3º      | 8     |
| 9º   | 29 | Nicholas Spinelli  | Tech3 E-Racing                | 7    | +4.532    | 7º      | 7     |
| 10º  | 99 | Óscar Gutiérrez    | Axxis - MSi                   | 7    | +4.944    | 15º     | 6     |
| 11º  | 77 | Miquel Pons        | Axxis - MSi                   | 7    | +4.937    | 11º     | 5     |
| 12º  | 81 | Jordi Torres       | OpenBank Aspar Team           | 7    | +5.220    | 14º     | 4     |
| 13º  | 72 | Alessio Finello    | Felo Gresini MotoE            | 7    | +8.251    | 9º      | 3     |
| 14°  | 34 | Kevin Manfredi     | Ongetta SIC58 Squadra Corse   | 7    | +9.837    | 13º     | 2     |
| 15°  | 80 | Armando Pontone    | Aruba Cloud MotoE Racing Team | 6    | +19.540   | 18º     | 1     |
| 16°  | 7  | Chaz Davies        | Aruba Cloud MotoE Racing Team | 4    | +19.592   | 17º     |       |
| 17°  | 6  | María Herrera      | Klint Forward Factory Team    | 0    | +20.069   | 16º     |       |

##### Non partiti
| Nº | Pilota        | Squadra            |
| -- | ------------- | ------------------ |
| 3  | Lukas Tulovic | Dynavolt Intact GP |

#### Gara 1

##### Arrivati al traguardo
| Pos. | Nº | Pilota             | Squadra                       | Giri | Tempo     | Griglia | Punti |
| ---- | -- | ------------------ | ----------------------------- | ---- | --------- | ------- | ----- |
| 1º   | 40 | Mattia Casadei     | LCR E-Team                    | 7    | 13'37"214 | 5º      | 25    |
| 2º   | 61 | Alessandro Zaccone | Tech3 E-Racing                | 7    | +0.269    | 1º      | 20    |
| 3º   | 4  | Héctor Garzó       | Dynavolt Intact GP            | 7    | +0.514    | 3º      | 16    |
| 4º   | 21 | Kevin Zannoni      | OpenBank Aspar Team           | 7    | +1.408    | 6º      | 13    |
| 5º   | 51 | Eric Granado       | LCR E-Team                    | 7    | +1.443    | 4º      | 11    |
| 6º   | 9  | Andrea Mantovani   | Klint Forward Factory Team    | 7    | +2.054    | 10º     | 10    |
| 7º   | 55 | Massimo Roccoli    | Ongetta SIC58 Squadra Corse   | 7    | +3.917    | 12º     | 9     |
| 8º   | 11 | Matteo Ferrari     | Felo Gresini MotoE            | 7    | +3.919    | 8º      | 8     |
| 9º   | 77 | Miquel Pons        | Axxis - MSi                   | 7    | +4.666    | 11º     | 7     |
| 10º  | 29 | Nicholas Spinelli  | Tech3 E-Racing                | 7    | +5.244    | 7º      | 6     |
| 11º  | 99 | Óscar Gutiérrez    | Axxis - MSi                   | 7    | +7.854    | 15º     | 5     |
| 12º  | 72 | Alessio Finello    | Felo Gresini MotoE            | 7    | +7.999    | 9º      | 4     |
| 13º  | 34 | Kevin Manfredi     | Ongetta SIC58 Squadra Corse   | 7    | +12.630   | 13º     | 3     |
| 14º  | 7  | Chaz Davies        | Aruba Cloud MotoE Racing Team | 7    | +17.250   | 17º     | 2     |
| 15º  | 6  | María Herrera      | Klint Forward Factory Team    | 7    | +18.021   | 16º     | 1     |
| 16º  | 80 | Armando Pontone    | Aruba Cloud MotoE Racing Team | 7    | +18.269   | 18º     |       |

##### Ritirati
| Nº | Pilota       | Squadra             | Giri | Griglia |
| -- | ------------ | ------------------- | ---- | ------- |
| 81 | Jordi Torres | OpenBank Aspar Team | 6    | 14º     |

##### Non partiti
| Nº | Pilota        | Squadra            |
| -- | ------------- | ------------------ |
| 3  | Lukas Tulovic | Dynavolt Intact GP |